# لييج-باستون-لييج 1997
لييج-باستون-لييج 1997 (بالإنجليزية: 1997 Liège–Bastogne–Liège)‏ هو سباق دراجات هوائية، وهو الموسم رقم 83 من السباق، وأقيم في 20 أبريل 1997، وامتدّ لمسافة 262 كيلومتر، وهو أحد سباقات كأس العالم لسباق الدراجات على الطريق 1997 ‏، وهو من نوع سباق يوم واحد، وقد شارك في السباق 188 متسابقاً ووصل إلى نهايته 112 متسابقاً.
فاز فيه بالمركز الأول ميشيل بارتولي، وبالمركز الثاني لوران جالابير، وبالمركز الثالث غابرييل كولومبو.

## التصنيف العام النهائي
| \| التصنيف العام \| التصنيف العام \| التصنيف العام \| التصنيف العام \| التصنيف العام \| \| العداء \| العداء \| الفريق \| الوقت \| \| \| ------------- \| --------------- \| ----------------------------------------- \| ------------- \| ------------- \| \| 1 \| ميشيل بارتولي \| MG Maglificio (cycling team) [الإنجليزية]‏ \| 7 س 09 د 45 ث \| \| \| 2 \| لوران جالابير \| فريق أونسه [الإنجليزية]‏ \| + 8 ث \| \| \| 3 \| غابرييل كولومبو \| Gewiss–Ballan [الإنجليزية]‏ \| + 21 ث \| \| |                 |                               |               |  |
| |                 |                               |               |  |
| مصادر: ProCyclingStats Cycling Archives |                 |                               |               |  |
| التصنيف العام |                 |                               |               |  |
| العداء | العداء          | الفريق                        | الوقت         |  |
| 1 | ميشيل بارتولي   | MG Maglificio (cycling team) ‏ | 7 س 09 د 45 ث |  |
| 2 | لوران جالابير   | فريق أونسه ‏                   | + 8 ث         |  |
| 3 | غابرييل كولومبو | Gewiss–Ballan ‏                | + 21 ث        |  |

## وصلات خارجية
- لمحة عن سباق لييج-باستون-لييج 1997 على موقع  ProCyclingStats   (برو  سايكلنج  ستاتس) - إحصاءات  محترفي  الدراجات.

- لييج-باستون-لييج 1997 على موقع إحصائيات الدراجات الإحترافية (الإنجليزية)
- لييج-باستون-لييج 1997 في موقع Cycling Archives سايكلنج أركايفز